# Владімір Андрс
Владімір Андрс (Vladimír Andrs, 12 травня 1937 — 17 червня 2018) — чехословацький академічний веслувальник.
Бронзовий призер Олімпійських Ігор 1964 року в складі парної двійки.
Чемпіон Європи 1963 року в складі парної двійки, срібний призер 1961 року в одиночці.